# 소중화사상

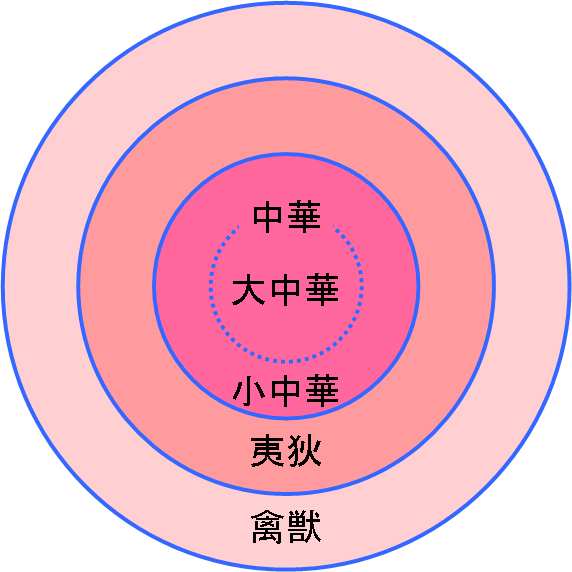
소중화사상의 화이질서

소중화사상(小中華思想, 영어: Little Sinocentrism) 또는 소중화주의(小中華主義)란 중국 이외의 국가와 지역이 스스로 '소중화' 또는 '중화'를 자처하는 사상이다.
이러한 사상은 중화사상에서 파생된 것으로, 보통 한자문화권의 국가와 지역이 유교적 화이사상을 수용해 자국의 민족이나 문화의 자존감을 높이고자 함에 따른 것이다.
대표적으로 한국과  베트남 2국이 소중화에 대한 관념을 가지고 있다. 그 중 한국(조선)만이 스스로를 '중화'라고 부르지 않고 '소중화'라고 불렀다. 때문에, 엄밀히 따지면 '소중화'는 조선만의 것이라고 볼 수 있다.
베트남은 소중화가 아닌 스스로를 '중국' 또는 '중화'라고 칭하였으나 지리적으로 중국 이외의 나라였기 때문에 넓은 의미의 소중화주의로 간주되곤 한다.
또 한편으로는 소중화가 한족의 중국을 이상화하는 양상을 띠기도 한다고 볼 수도 있지만 민족 자체보다는 문화적인 계승에 비중을 둔 개념이었다.

## 나라별 소중화사상

### 한국의 소중화

#### 고려
한반도에서 소중화라는 명칭자체는 고려시대부터 거론되기 시작한다. 고려의 문신 박인량이 문종의 사망 직후 문종을 평가한 글에서 이와 같은 내용이 나온다.
(문종은) 오랑캐 풍속 좌임을 중화의 풍속으로 바꾸고, 서쪽 건물에 책을 쌓아두었다. 황제가 보낸 조서는 친절하고 간곡했으며, 중국으로 가는 사신이 끊어지지 않았다. 성명聲名이 빛나고 문물이 번화하였다. 그들은 융성한 문물이 중국에 견줄 만하여 소중화라 일 컬었다.

또한 임하필기에도 송나라가 고려를 소중화라고 칭했음이 나타난다.
“우리 나라가 경인년(庚寅年)[1170년, 의종(毅宗) 24년]과 계사년(癸巳年)[1173년, 명종(明宗) 3년] 이전(以前)까지는 유신(儒臣)과 명사(名士)들이 중국(中國)보다도 많았다. 그래서 당(唐) 나라는 우리 나라를 ‘군자지국(君子之國)’이라 하였으며 송(宋) 나라는 ‘문물(文物)과 예의(禮義)가 있는 나라’라고 하면서 저들 나라에 있는 우리 나라 사신(使臣)들의 하마소(下馬所)에 ‘소중화지관(小中華之館)’이라고 써 붙였다”하였다.

이런 기록들을 보면 소중화라는 명칭 자체는 중국인들이 고려에 기증한 미칭으로 볼 수 있다. 그러나 이런 역사 자료들은 중국에서 확인하기 어렵고 중국 역대 왕조들은 일반적으로 한반도를 동이(東夷)로 간주했기 때문에 고려인이 지어낸 이야기가 아니냐는 의문이 제기된 상태다. 어쨌든 한반도에 소중화라는 명칭이 등장한 것은 이때부터다.
그러나 전체적으로 고려의 '소중화'는 일종의 영예로운 호칭에 불과할 뿐 고려인들의 통념으로 발전하지는 못했다.

#### 조선
14세기 말, 조선왕조가 세워지면서 명나라의 신하를 자청했고 주자학을 공식 철학으로 삼게된다. 그에 따라 사대주의(모화사상)가 조선의 국가적 정체성이 되었고, 소중화의식이 조선인의 신념에 뿌리 박히기 시작했다.
정확히는 원말부터 유교의 성리학이 불교의 지위를 점차 대체하면서 고려-조선의 유학자들은 조선의 지위를 유교의 예교문화로 설명하고자 했으며, 조선 왕조의 개창 이래 유교화가 더욱 진전되면서 조명 양자의 관계를 군부신자관계로 여기는 정체성이 강화된 것이다. 즉, 주자학의 수입으로 말미암아 소중화가 단순한 용어적 표현에서 화이관을 기초로 하는 소중화의식으로 발전하게 된 것이다.
대표적으로, 조선 중기의 아동교육 교재라고 할 수 있는 동몽선습에서 소중화가 언급된다. 여기서 조선인들이 어릴때부터 소중화를 교육받았음을 알 수 있다.
천명(天命)이 진정한 군주에게 돌아가니 명(明)나라 태조 고황제(太祖 高皇帝)가 국호를 조선(朝鮮)이라고 고쳐 내리자 한양에 도읍을 정하여 성스럽고 신령스러운 자손들이 끊임없이 계승하여 거듭 빛내고 여러 차례 스며들어서 지금에 이르니 실로 만세토록 끝없을 아름다움이로다.

아! 우리 나라가 비록 궁벽하게 바다 모퉁이에 자리잡고 있어서 영토가 편소(褊小)하지만 예악법도와 의관문물을 모두 중화의 제도를 따라 인륜이 위에서 밝혀지고 교화가 아래에서 시행되어 풍속의 아름다움이 중화(中華)를 방불하였다. 이 때문에 중화인들이 우리를 소중화(小中華)라고 일컬으니 이 어찌 기자(箕子)가 끼쳐준 교화 때문이 아니겠는가. 아! 너희 소자(小子)들은 의당 보고 느껴서 흥기(興起)할지어다.

##### 재조지은
아무튼 명 중심의 질서가 안정화되는 15세기를 거치면서 양국은 나머지 대부분의 시기 동안 평화롭고 안정적인 관계를 유지했다. 이 때 조선은 명나라와의 관계를 철저하게 유교적 예교관계(군부신자 관계)로 자기신념화했고, 스스로를 소중화로 여겼다. 특히 임진왜란때 나라가 망할 위기에 처한 조선을 명나라가 구원군을 보내 도와주자, 모화사상을 기반으로 하는 숭명의식은 더더욱 강화되었고,
이를 기초로 소중화의식은 점차 내면화된다.

또한 조선이 베트남과 달리 스스로를 중화라고 하지 않고 소중화라고 자칭한 것은 중화문화를 지향하면서도 대중화로써의 중국(명나라)을 인정했기 때문이였다.
17세기, 만주지역에서 누르하치의 후금정권이 발호하여 1627년, 1636년 두차례에 걸쳐 조선을 침공했다. 전쟁에서 승리한 후금은 조선과 명나라 사이의 관계를 강제로 끊어버리고 자신들과 새로 군신관계를 맺기를 강요했다. 그 후 1644년 명나라가 이자성의 난으로 멸망하고 청군이 입관하면서 청나라가 점차 중국을 통일했다.
이후 조선은 겉으로는 청나라를 천조라고 칭하며 존중하고 사대했지만 내부적으로는 청나라를 이적으로 간주해 적대했고 만력제를 기리기 위해 만동묘를 세우고 숭정기년을 보편적으로 사용하는 등, 명나라를 여전히 섬기고 있었다.
이때부터 조선의 소중화사상은 명나라가 망하기 이전과 차이가 생기기 시작한다. 명나라가 망하기 이전에는 조선이 중국 다음가는 문화를 가지고 있다는 인식이 강했다면 명나라가 망한 이후에는 조선만이 중화 문명의 ‘유일한 계승자’라는 뜻에서의 소중화였던 것이다. 이후 이러한 인식은 조선 내부에서 사상적 주류를 이루게 된다.
이때 조선의 소중화주의는 조선 전기에 있었던 문화자존의식(文化自尊意識)과 대명의리론(對明義理論)에 기초한 효종과 송시열의 북벌론으로 구체화되었지만, 물리적인 한계로 인해 실현되지는 못하였다.
특히 조선 후기의 소중화의식을 체계화한 송시열은 조선이 명나라의 적통을 잇는 후계자로서 ‘화(華)’를 지켜 나가야 하고, 청나라를 벌하는 것은 춘추대의(春秋大義)로서 일의 승패와 존망은 논할 바가 아니라고 하였다. 나아가 그는 명나라에 대한 사대를 ‘천리(天理)’로 규정하는 한편, 광해군대에 명나라와 후금 사이에서 진행한 상황주의적 외교를 ‘인욕(人欲)’이라고 비판하였다. 그는 이와 함께 조선이 예의의 나라로 천하 사람들이 소중화라고 불러 왔으며, 기자조선 때부터 문화가 발달하여 중국에 뒤지지 않는다고 자부하였다.
송시열의 이러한 의식은 대명의리론 및 북벌론과 일체화 됨으로써 조선 후기 대외 인식의 주류가 되었다. 특히 노론계가 여기에 가장 적극적으로 동조했고 소론도 노론만큼은 아니지만 어느정도 동조했다. 한편 남인은 17세기 후반 이후 청나라가 어느정도 안정되면서, 북벌론을 비판하는 입장이였다. 그러나 조선이 중화를 계승했다는 의식은 역시 마찬가지로 가지고 있었다.
이 시기 소중화주의는 조선의 민족적 자존심과 문화적 자긍심을 고취시키는 역할을 했고 일부 조선인은 스스로를 소중화가 아닌 진정한 중화라고 부르기도 하였다.
그러나 18세기 이후 실학사상이 발흥하면서 청나라에 대한 조선의 태도가 달라졌고 청나라를 배우자는 북학파가 형성되면서 한때 팽창했던 소중화사상이 비판받기 시작했다.
당시 소중화사상은 조선이 중국 문화를 대표한다는 생각으로, 조선의 문화를 가장 우월한 것으로 간주했고 청나라는 물론 청나라인 전체를 경멸했다.
때문에 이에 북학파 인사인 박지원, 박제가 등은 강건성세 아래 청나라의 번영에 주목하여 조선에 팽배한 소중화사상이 조선과 청나라의 문화적 교류를 심각하게 저해하고 있다는 점을 비판했던 것이다.
그들의 여러 주장은 조선 사상계에 큰 영향을 미쳤고 정조는 실학파의 주장을 일정부분 수용했다. 또한 조선의 사신들이 만주인들과 청나라의 한족화에 대해 지속적으로 조정에 보고했고 이에 따라 청나라에 대한 관점이 어느정도 바뀌면서 소중화사상은 점차 냉각되었다.
하지만 그렇다고 해서 소중화사상이 조선에서 부정된 것은 아니였고 존주대의와 북벌론을 주장하는 학자들도 세력이 상대적으로 약해졌지만 여전히 어느정도 건재하고 있었다. 19세기 이후 조선학자 오경원의 소화외사(小華外史), 이항로의 송원화동사합편강목(宋元華東史合集编綱目) 등 사서들이 소중화사상 및 존주대의를 강하게 반영하면서 소중화사상은 조선에서 계속 유지될 수 있었다.
아무튼 19세기 이후 소중화사상이 17,18세기만큼 팽창하지 못한 것은 청나라에 대한 어느정도의 관점 변화 때문이였다. 하지만 일본제국을 포함한 서구 열강들이 침입을 해오자 소중화사상은 또다시 고개를 들었고, 새로운 변화가 일어났다. 이 단계의 소중화 사상은 주로 위정척사로 표현된다. 이 위정척사 사상은 서양의 천주교가 조선을 강타할 무렵에 등장하게 된다.
정확히는, 원래 실학의 경우 기본적으로 유교의 테두리내에 있었기 때문에 크게 마찰이 일어나지는 않았다. 그러나 서세동점의 여파로 천주교라는 이질적인 서학(西學)이 들어오자, 유교질서는 흔들리기 시작했다. 이러한 역사적인 상황 속에서 위정척사사상은 싹트기 시작하였다. 천주교가 전통사회를 위협하는 위험한 사상으로 작용하였기 때문에 정학인 유교를 강화 선양하고 사학(邪學)인 천주교를 배척할 필요성이 강조되었던 것이다.
이러한 위정척사 사상은 조선 내부에서의 모화(慕華)사상을 기반으로 하는 숭명의식과 존주론에 기초하여 발전했다. 그중 모화사상과 대응되는 소중화의식은 조선말기까지 조선사대부들에게 이어지면서 위정척사파들의 사상적 근간으로 자리매김했고 추후 존주론을 기반으로 하는 일련의 국내외적 투쟁에 힘을 실어주었다.
위정척사 사상은 1801년 신유박해 당시 국왕이 반포한 반교문에서부터 드러난다.
위대하신 우리 선왕(先王)께서는 24년 동안 빛나게 임어(臨御)하시어 한결같이 바른 학문에 마음을 두시어, 선비를 존숭하고 도(道)를 소중히 여겨 주부자(朱夫子)의 전서(全書)를 표창하였으며 중화(中華)를 높이고 이적(夷狄)을 물리쳐 노(魯)나라 《춘추(春秋)》의 대통(大統)을 환하게 게양하였다. 온 나라가 효(孝)를 일으킨 것은 몸소 실천하여 마음으로 체득한 나머지를 미루어 준 것이고 사해(四海)가 인(仁)으로 돌아간 것은 교화를 거쳐 정신을 갖게 한 묘훈(妙訓)이 있었던 것인데, 극변 서방(西方) 세계의 음침하고 요사스러운 기운이 소중화(小中華)인 예의(禮義)의 나라에 느닷없이 불쑥 들어오리라고 어찌 생각하였겠는가? 감히 크게 청명한 시대를 더럽히고자 하여 섬기는 것이 뱀의 신(神)이고 소의 귀신이며 거의 반 세상을 속이어 미혹시켜 그의 말은 지옥(地獄)과 천당(天堂)에 대한 것이었다.

이를 통해서 조선의 소중화사상이 19세기에 이르러 서방의 사학(邪學)인 천주교를 성토하고 정학을 보위하는 것으로 바뀌었음을 알 수 있다. 위정척사 사상은 1860년대 이후 서방 세력이 조선을 무력으로 침공하면서 고조되었고, 그 선두주자는 이항로였다.
그는 조선의 마지막 소중화주의(또는 성리학 근본주의)집단 중 하나였던 화서학파를 창시하였으며 이 화서학파는 근대 조선에 매우 큰 영향을 미치게 된다. 그러나 당시 위정척사 사상은 화서학파 뿐만 아니라 조선 선비들 대부분이 공감하던 것으로, 화서학파가 두드러졌을 뿐이다.
어쨌든 이항로는 기존의 화이관과 다르게 금수와 이적을 구분했는데, 한원진이 금수보다 이적의 폐해가 더 크다고 한 것에 비해 이항로는 청나라는 이적이므로 오히려 말이 통하지만 서양은 금수이므로 말이 안된다고 하였다.
재화융통과 연애하는 화는 한 번 반전할 새도 없이 금수나 이적에 빠져 들어가는 것이다(通貨通色之祸 不待一轉 而陷入於禽獸夷狄). 대개 아름다운 색을 좋아하고 악한 냄새를 싫어하는 것은 사람과 금수가 동일한 것이나, 선을 좋아하고 악을 싫어하는 것은 금수는 능히 하지 못하고 사람만이 유독 능히 할 수 있는 것이다. 네가 금수와 다르게 되어 있는 데도 바로 여기에 정해져 있는 것이요, 성인들이 너를 위하여 근심하게 된 것도 또한 여기에 있는 것(盖好好色 惡惡臭 人與禽獸之所同也 好衫惡惡 禽獸之所不能 而人之所獨能也 爾所以異於禽獸者 定在於此聖人之所以爲爾憂者 亦在於此) ··· 중국의 도가 없어지면 이적과 금수가 밀려오는 것이다(中國之道亡 則夷狄禽獸至). 북쪽 오랑캐는 이적인지라 오히려 말할 수나 있거니와 서양은 금수인지라 말할 수도 없는 것이다(北虜夷狄也 猶可言也 西洋禽獸也 不可言也)

이 시기를 거쳐 조선의 소중화사상(화이관)에서 중화와 이적 외에 금수라는 또 하나의 존재가 구분되었고, 이적(청나라)에 대한 배척이 금수(서양)에 대한 배척으로 전화하였다.
이후 1875년, 일본 제국은 운요호 사건을 구실로 조선에 문호 개방을 요구하였고 당시 개국을 강요당한 조선에서는 이항로의 제자였던 최익현과 김평묵 등의 화서학파를 중심으로 서양(금수)=일본이라는 왜양일체론이 제기되기 시작했다. 이러한 사상을 바탕으로 김평묵은 최익현에게 강화도 조약에 반대하는 상소를 올릴 것을 격려했고 이에 최익현은 강화도 조약 체결을 앞두고 지부복궐척화의소라는 상소를 올린다. 여기서 왜양일체론 사상이 두드러진다.
대저 정자(程子)와 주자(朱子)는 아성(亞聖)입니다. 그들의 말은 믿을 수 있으니, 의당 오늘날 군자들의 소견보다도 나을 것입니다. 정자는 강화(講和)하는 것이 중화(中華)를 어지럽히는 길이라 하였고, 주자는 강화하는 계책이 결행되면 삼강(三綱)이 무너지고 만사가 망치게 될 것이니 이는 큰 환란의 근본이라고 하였습니다. 정자와 주자의 교훈으로써 오늘날 일을 헤아려 본다면, 적과 강화하는 것은 반드시 난리와 멸망을 가져오는 까닭이 되니 만에 하나라도 요행인 것은 없습니다. … 대개 사람들은 모두 자기의 약점을 보고 이를 숨기려 하지만 이것은 불가능합니다. 저들이 우리의 방비가 없고 보이는 실상을 알고서 우리와 강화(講和)를 맺을 경우 앞으로 밀려 올 저들의 욕심을 무엇으로 채워 주겠습니까? … 이것이 바로 강화가 난리(亂離)와 멸망을 이루게 되는 바의 첫째이옵니다. 일단 강화를 맺고 나면 저 적들의 욕심은 물화(物貨)를 교역하는 데 있습니다. 저들의 물화는 모두가 지나치게 사치하고 기이스러운 노리개이고 손으로 만든 것이어서 그 양이 무궁한 데 반하여, 우리의 물화는 모두가 백성들의 생명이 달린 것이고 땅에서 나는 것으로 한정이 있는 것입니다. … 이것이 바로 강화가 난리와 멸망을 가져오게 되는 둘째이옵니다. 저들이 비록 왜인이라고 하나 실은 양적(洋賊)이옵니다. 강화가 한번 이루어지면 사학(邪學)의 서적과 천주의 초상화가 교역하는 속에 들어올 것입니다. 그렇게 되면 얼마 안 가서 선교사와 신자 간의 전수를 거쳐 사학이 온 나라에 퍼지게 될 것입니다. … 이것이 바로 강화가 난리와 멸망을 가져오게 되는 셋째이옵니다. …

이 시기 일본과 서양의 침탈이 가속회됨에 따라 왜양일체 사상이 고조되었고 청나라에 대해서는 300년 모신 상국이라고 하는 등, 소중화사상의 태도가 이전과 많이 달라지게 된다. 한편, 한반도에서 청일전쟁 이후 반일 의병운동이 일어났고 의병격문에 '소중화(小中華)'라는 호칭이 자주 등장하게 된다.
여기에는 조선 말 의병운동의 핵심적 주동자인 유인석이 대표적인데 그는 화서학파의 직계 계승자로, 1865년 흥선 대원군이 만동묘를 철폐하려고 하자 이를 적극적으로 반대한 바가 있다.
유인석은 격문에서 소중화의 조선이 왜의 침략과 이를 방조한 개화파 관리들 때문에 금수의 지경에 떨어지게 되었다고 밝힌 뒤 갑오변란 이후로 조선은 망한 바나 다름없으나 그 후에도 국모 살해와 단발령등의 사건이 계속됐기 때문에 각도의 충의지사는 과감히 일어나 항쟁에 참여해야 된다고 호소하였다.
아, 우리 조선은 국초부터 모두 선왕의 법을 지켜 와 온 천하가 소중화(小中華)로 일컬었다. 백성의 풍속은 요순의 삼대에 견줄 만하고, 유교는 정자(程子)⋅주자(朱子) 여러 어진 이를 스승으로 삼았으니, 아무리 어리석은 남녀라도 모두 예의의 가르침을 숭상했고 임금의 다급함에는 반드시 달려가 구원할 마음이 있었다. ··· 아, 통탄스럽다. 외국과 통상하는 계책이 실로 천하 망국의 근본이 될 줄을 누가 알았으랴. 문을 열고 도적을 받아들였으니 이른바 대대의 권세가는 기꺼이 왜적의 앞잡이가 되었다. 살신성인은 상소를 올린 선비들뿐으로 소꼬리의 수치(牛後之恥)를 면할 수 있었다. ··· 갑자기 갑오년(1894) 6월 20일 밤에 마침내 우리 조선은 삼천리 강토를 잃고 말았다. 종묘사직이 위기일발에 처했으니, 누가 이약수(李若水)처럼 임금을 껴안으며, 고을이 모두 저들이 먹이가 되었는데도 안진경(顔眞卿처럼 군사를 모집하는 자는 보이지 않도다. 옛날 보잘것없던 고구려가 하구려(下句麗)로 된 것도 오히려 수치로 여겼는데, 하물며 지금 당당한 이 나라가 소일본(小日本)이 된다면 어찌 통탄스럽지 않겠는가. ··· 국모(國母)의 원수를 생각하며 이미 이를 갈았는데, 참혹함이 더욱 심해져 임금께서 머리를 깎이시고 의관을 찢기는 지경에 이른 데다가 또 이런 망극한 화를 당하였으니, 천지가 뒤집어져 우리가 각기 하늘에서 부여받은 본성을 보전할 길이 없게 되었다. 지금은 참으로 위급 존망의 때이니, 각자 거적에서 잠을 자고 창을 베개 삼으면서 모두 끓는 물과 불 속으로 나갈지어다. 그리하여 기어코 온 세상이 재건되어 하늘이 다시 밝아지는 것을 볼 것이니, 이 어찌 한 나라에만 공이 되겠는가, 실로 만세에 말이 전해질 것이리라.···

그러나 1896년, 고종이 의병을 해산하라는 조령을 내렸고 그는 이에 상소를 올렸지만 결국 의병을 해산하고 만다. 그는 상소에서 일본의 추진 하에서 진행된 일련의 개혁(갑오개혁)에 의하여 사람이 금수로 변했다고 주장했고, 갑오개혁을 추진한 개화파 전체를 사실상 비난하였다. 이어서 그는 소중화를 보존해야 된다는 주장을 피력하였다.
"중화의 문물이 몰락함으로부터는 바로 이른바 주례(周禮)가 노(魯)나라에 있다는 것인데, 4,000년 복희(伏羲)·신농(神農)의 왕정과 2,000년 공자·맹자의 도맥(道脈)이 우리나라에 붙어 있게 되어 마치 큰 과일은 먹지 않는다(碩果不食)는 것이 있습니다. 선왕의 전한 바가 이와 같이 중요하고, 보전하기는 이와 같이 어려웠습니다. 우리 전하께서 천명을 이어 받들었으니, 마땅히 한없는 아름다움으로 하늘과 조종께서 부탁한 큰 뜻에 보답하셔야 할 것입니다."

이후 만주로 망명한 유인석은 1912년 중국에서 중화민국이 탄생했다는 사실에 기뻐하면서도 중화민국이 전통 유교적 국가를 회복하지 않고 공화제를 채택하여 이에 대해 비판하기도 했다.
유인석은 1913년에 작성된 우주문답에서 소중화와 중화의 관계를 설명하기를
"하늘의 도는 쉬지 않는 법이어서 양이 다해 버리는 이치는 없으니 박괘(剝卦)가 다하면 복괘(復卦)가 다시 생기는 것이 자연의 이치이다. 박괘가 소중화에서 다하니, 장차는 다시 근본으로 환원하여 복괘가 대중화에서 생겨서 천둥소리와 함께 붉은 빛이 온 천하에 두루 비치어 이미 대중화를 회복하고 또 동쪽으로 점차 소중화가 다시 전과 같이 될 것이다"

이를 구체적으로 설명하면 원래 대중화인 중국이 무너지자 소중화인 조선이 중화를 보존했고 조선이 위태로워지자 중화가 재기함으로써 소중화의 부흥을 이끌어 중화를 최종적으로 보존하는 것이였다. 또한 그는 1914년에 작성된 도모편에서 쑨원의 주도로 서방식 정치체제를 채택한 중화민국을 서구와 동일한 것으로 간주했고 오히려 그나마 전통 중화의 질서를 지킨 청을 차악으로 생각했다.
결국 유인석은 죽기 전까지 중화에 대한 숭배를 멈추지 않았으며 중화의 부흥이라는 목적을 이루지 못한채 1915년 작고했다. 그는 조선의 마지막 소중화사상 근본주의자였다.

#### 대한제국 이후
19세기 말, 조선이 곧 명나라의 문화적 정통성을 계승하고 있는 유일한 중화이므로 황제의 정통은 우리에게 있다는 정통론이 밑바탕 깔리고, 각계각층의 합의가 이루어지자 고종은 칭제를 허락하고 제국선포를 하게 된다. 당시 유인석이나 최익현같은 화서학파의 선비들은 조선이 대대로 명나라의 번신이였다는 이유로 반대한반면 일부 선비들은 명나라를 계승하여 황제국을 선포할 것을 적극적으로 권하였다. 찬성과 반대 모두 소중화사상에 기초를 두고 있었고 결국 고종은 대한제국을 건국했다.
당시 고종은 명나라의 의례(大明集禮)를 기준으로 즉위식을 진행했지만 제국 선포 과정에서 차용한것에 불과하고 기존에 사용하던 중국 황제의 연호에서 광무(光武)로 바꾸는 등 이전과 비교해서 자주성을 띄었다. 사실 이는 개항 이후 국제공법 개념과 주권국가 사상이 지속적으로 조선에 유입된 결과였으며 그리하여 조선 민족주의가 형성되었고 사대주의(모화사상)에 기초한 소중화사상은 점차적으로 밀려났다. 1907년까지만 해도 조선인들은 스스로 대명유민(大明遺民)이라고 불렀지만 이후 급격한 민족주의의 발전으로 소중화사상은 신채호 등의 민족주의 지식인에 의해 맹렬한 비판을 받았고(신채호는 소중화주의를 두고 '노예사상' 이라고 한 바 있다.) 점차 역사속으로 사라지게 된다.

### 일본형 화이사상
한국 일부 학자들이 일본의 경우 중화사상의 영향을 받아 일본을 중심으로한 화이사상을 또 하나 만들게 되었다고 주장하고 이를 '일본형 화이사상'이라고 한다. 그러나 일본은 일찍이 대륙으로부터 분리되어 주체성이 강해 철저히 자기중심적이였고 베트남과 한국(특히 조선)과의 소중화사상과는 일반적으로 다르다. 또 한 한국 학계에 이런 '일본형 화이사상' 개념은 일반화 되지 않았으며 역사적 사료들로 일본이 화이사상을 추종했다고 주장할 근거가 빈약하기 때문이다.
예를 들어 쇼토쿠 태자는 수나라 양견에게 " 서쪽의 황제" "동쪽의 황제"라는 편지를 보냈었다. (천황 칭호의 사용 등) 이러한 사상이 엿보이는 기록이 일본서기로 일본서기는 자국(야마토 조정)을 천하의 중심으로 서쪽의 신라와 백제 대해서는 서번국(西蕃國;서쪽의 야만국), 야마토 조정에 복속하지 않은 당시 일본열도의 이족(異族)집단인 북쪽의 에미시에게는 蝦夷(털이 많은 오랑캐의 뜻)라는 표현을 썼다. 이들 蕃, 夷등은 중국왕조들이 주변국들에게 붙이던 멸칭들이다.
일본의 경우에는 다이카 개신으로 인해 왕의 명칭이 "오오키미"에서부터 "덴노"(천황)으로 변한다. 정효운은 2006년 논문에서 일본서기가 편찬된 덴무 천황(天武天皇) 무렵부터 서서히 일본의 독자적인 세계관이 형성되었다고 보고 있다. 당시 일본은 왜나라라는 국호를 '일본'으로 변경하였으며(삼국사기 문무왕조에 따르면 670년, 구당서에 따르면 702년 이전), 중국의 황제와 대등한 격인 천황이라는 호칭도 이 무렵부터 사용되었다.
정효운은 이어 일본서기 이후에 만들어진 속일본기가 일본형 화이사상에도 계승되고 있다고 보고 있다. 특히 몬무 천황(文武天皇)과 쇼무 천황(聖武天皇) 대의 기사에는 야마토 정권에 편입되지 않은 일본 열도 내의 국가들이나, 신라와 발해를 자신들의 번국(蕃國)으로 인식하는 표현을 많이 발견할 수 있다.
무로마치 막부 시절에는 명나라가 명나라 남쪽을 유린하는 북로남왜 시절에 왜구를 통제하기 위해서 아시카가 요시미쓰(1368~1394 재위)에 일본국왕 원의만(日本国王源義滿)라는 칭호를 일방적으로 하사하기도 하였다. 하지만 아시카가는 별 감흥이 없었고 왜구는 끊이지 않았다. 이후 1592년 도요토미 히데요시가 조선을 침공(임진왜란)할 때 명나라 침략을 명분으로 내세우기도 하였다.

### 베트남
베트남 지역은 중국과 떨어져 있지만, 한나라 때에는 한나라에 속해 있었다. 베트남이라는 국명 역시 사마천의 사기 등에 나오는 월(越. 비엣)에서 비롯한 것이다. 중국의 중화사상이 베트남에 전파됨에 따라 베트남에서도 소중화사상이 발전하게 되었다.
청나라가 중국인들을 지배한 이후 베트남의 후 레 왕조 역시 자신들이 중화 사상의 계승자가 되었다는 소중화 사상을 보였다. 후 레 왕조의 군주들은 자신들이 청나라와 대등한 위치에 있다고 자부하면서, 주변 국가들에게 자신의 "베트남 문명" 을 전파하기 위해 노력하였다. 베트남의 후기군주들은 대내적으로 황제의 호칭을 썼다.

## 참고 문헌
- 정효운, 《고대 한·일 국가와 타자인식》, 신라문화 28집, 2006 - 한국과 일본의 소중화사상의 기원 연구